# 沈賫
沈賚（1469年—1533年），字功懋，号拙斋，又号槐墩，浙江寧波府慈谿縣人，民籍，明朝政治人物。

## 生平
弘治五年（1492年）壬子科浙江鄉試第八十六名舉人。弘治九年（1496年）聯捷丙辰科會試第二百八十七名，三甲第九十七名進士。授直隶凤阳府泗州盱眙知县，十六年十二月实授南京云南道監察御史，奉敕巡按江淮南北，清理军伍。正德四年（1509年）夏，谪无为州判官，寻改高邮州，六年三月解组归。嘉靖四年（1525年），诏仍以原职致仕。嘉靖十二年卒，年六十五。著有《南台奏議》。

## 家族
曾祖沈澤；祖父沈尹端；父沈瑛，母孫氏。重庆下。